# Lesoto en los Juegos Paralímpicos de Tokio 2020
Lesoto estuvo representado en los Juegos Paralímpicos de Tokio 2020 por una deportista femenina. El equipo paralímpico lesotense no obtuvo ninguna medalla en estos Juegos.